# 문화재지킴이
문화재지킴이 활동은 시민들이 자발적으로 참여하여 문화재 보존‧관리‧활용을 활성화하는 문화재 보호 활동으로, 문화재지킴이는 이러한 활동을 하는 사람 또는 단체를 일컫는다.

## 문화재지킴이의 이해

### 문화재지킴이 등장배경
지역주민과 시민사회단체, 기업 등 민간 영역에서 본격적으로 문화재보호 활동에 참여한 것은 1990년대를 전후한 시점부터라고 볼 수 있다. 1960년대 문화재관리국 설치(1961년) 문화재보호법 제정(1962년) 등 우리나라에서 문화재 관리가 제도화 되던 시기의 문화재는 주로 학술적인 연구대상이며 엄격한 보존관리의 대상이었다. 당시에는 소유자‧관리자 외 일반인들이 문화재에 접근하는 것은 매우 드문 일이었다. 정치‧경제 발전과 시민사회의 성장을 배경으로 1990년대부터 많은 시민들이 우리의 역사‧전통문화‧문화재에 큰 관심을 갖기 시작했다. 전국에 소재한 문화재를 방문하는 답사‧여행‧동호회 활동이나 각 지역에서 자기 주변의 문화재를 가꾸고 지켜가려는 풀뿌리 문화운동도 활발해졌다.
한편 문화재청도 문화재 보호의 민간참여 확대와 협력방안 활성화를 모색하고자 다양한 거버넌스 정책을 추진해 갔다. 1985년부터 ‘문화재 명예관리인’ 제도와 2000년 ‘문화재 행정 모니터’ 제도를 통해 시민 참여의 제도적 기반을 마련해갔다. 그러나 이 두 제도는 정부 주도형 문화재 행정을 보완하는 데 기여하였지만, 시민들의 자발적 참여보다는 정부‧지자체의 정책 추진에 도움을 주는 데 그치는 한계를 갖고 있었다. 이러한 제도들이 지역기반 풀뿌리 문화운동과 결합하면서, 문화재 보호에 대한 민간참여가 전국적으로 활발해지게 되었다.
이후 2005년 기업 사회공헌 등과의 민관협력 모델 개발을 위해 ‘한문화재 한지킴이’ 제도를 시행하면서 지금의 ‘문화재지킴이’ 활동으로 자리잡게 된다. 문화재지킴이 제도는 ‘안동문화지킴이’를 비롯해 지역별 주민참여형 문화운동 등 민간 영역의 문화재 보호 활동을 지원하면서 전국적인 민간참여형 문화재 보호 운동으로 확산시키고자 하였고, 동시에 기업 사회공헌(CSR‧CSV)등의 공익활동을 문화재 분야로 확대‧적용시키기 위한 정책이었다. 이후 문화재지킴이 운동에 참여하는 시민들은 꾸준히 늘어났다. 2019년 7월 기준, 위촉한 문화재지킴이는 8만 5천여명, 문화재청과 다양한 유형으로 문화재지킴이 활동에 동참하는 기업은 60여 곳이다.
지금의 ‘문화재지킴이’ 활동은 시민사회의 자원봉사, 재능기부를 연결하는 볼런티어십(volunteership)과 기업이나 전문기관, 단체 등과의 파트너십(partnership)을 기반으로 하는 문화재 보호 거버넌스 정책으로 이해할 수 있다.

### 문화재지킴이 프로그램
문화재청은 문화재지킴이로 위촉된 학교, 단체를 대상으로 문화재보호 참여 확산과 활동 참여자(단체)의 역량강화를 지원하기 위해 총 6개의 프로그램의 국고보조사업을 시행하고 있다.
교육 프로그램은 위촉교육과 역량강화 교육의 2단계 교육과정으로 문화재의 개념과 가치, 지역문화재 이해 그리고 환경정화 중심의 문화재 보존관리 등 기초적인 소양교육과 지역문화재 심화학습, 문화재 안전관리와 홍보 방법 등 다양한 문화재 활동에 대한 역량강화과정으로 구성되었다. 다음으로 문화재 보존관리와 지역주민참여 등에서 우수한 활동 역량과 계획이 마련된 단체‧학교 대상으로 지원하는 ‘문화재지킴이 활동우수 지원’ 프로그램이 있다. 그리고 광역단위의 지역 네트워크 사업을 통해 활동성과의 공유, 단체 간 상호협력, 공동사업 개발 등을 활성화시키고자 ‘문화재지킴이 권역별 거점센터’ 프로그램도 지원하고 있다.
또한 세대별 특화 프로그램으로 청소년, 청년 프로그램을 지원하고 있다. 청소년지킴이 사업은 초‧중‧고 교사와 학생들이 문화재보호에 참여하도록 권장하면서 현장에서의 문화재 환경정화, 교육, 홍보 등의 활동을 지원하는 프로그램이다. 대학생 지원 프로그램으로 ‘청년 유네스코 세계유산지킴이’가 있다.
| 구분 | 교육        | 교육         | 활동우수 지원 | 청소년지킴이              | 청년 유네스코 세계유산지킴이 | 권역별 거점센터          |
| 구분 | 위촉교육    | 역량강화교육 | 활동우수 지원 | 청소년지킴이              | 청년 유네스코 세계유산지킴이 | 권역별 거점센터          |
| ---- | ----------- | ------------ | ------------- | ------------------------- | ---------------------------- | ------------------------ |
| 목적 | 기초 소양   | 심화 교육    | 활동 지원     | 청소년 사회교육, 참여확대 | 세계유산 이해, 청년리더 육성 | 권역별 네트워크 활성화   |
| 대상 | 신규 위촉자 | 위촉 활동자  | NGO, 학교     | NGO, 학교                 | 대학생                       | NGO, 학교, 사회적기업 등 |

### 문화재지킴이 날
2018년, 문화재청과 한국문화재지킴이단체연합회는 ‘문화재지킴이 날’(6월 22일)을 제정하였다. 문화재지킴이 활동이 ‘문화재를 가꾸고 지켜가는 국민참여형 운동’으로 새롭게 도약하기 위해 ‘문화재지킴이 날’을 제정한 것이다. 문화재지킴이 날을 제정하게 된 배경에는 임진왜란 당시 <조선왕조실록>을 보호했던 역사적 사건과 관련이 있다.
1592년, 임진왜란으로 인해 <조선왕조실록>을 보관해왔던 사고 4곳 중 3곳이 소실되고 오직 전주사고만 남아 <조선왕조실록>이 멸실될 위기에 처하게 되었다. 그런데 같은 해 6월 22일 정읍의 선비인 안의와 손홍록 등이 실록을 전란의 위기에서 보호하고자 이를 내장산 용굴암 등으로 옮겨 1년이 넘도록 지켜내었다. 이로 인해 <조선왕조실록>은 온전히 후세에 전해질 수 있었고, 오늘날에는 유네스코 세계기록유산으로 등재되어 전 세계인의 문화유산이 되었다. ‘문화재지킴이 날’을 통해 국민에게 민간 문화재보호 운동의 중요성을 공유하면서, 문화재를 통해 건강한 문화공동체를 만들어 가는 계기를 만들고 전국 문화재지킴이들의 자긍심을 높이게 될 것으로 기대하고 있다.

## 문화재지킴이 활동
문화재지킴이는 문화재 및 주변 정화활동과 일상관리, 사전점검과 순찰, 문화재 홍보, 장비 지원과 기부 등 다양한 활동을 펼치고 있다. 이를 통해 많은 문화재가 보살핌을 받으며 문화재 하나하나가 생생하게 살아 숨 쉬는 역사문화 현장으로 자리 잡고 있다.
문화재지킴이 활동은 자원봉사로 행해지므로 자발성, 공익성, 비영리성, 비정파성(非政派性), 비종파성(非宗派性) 등 자원봉사의 정신 아래 수행되어야 한다.
모든 국민은 나이, 성별, 장애, 지역, 학력 등 사회적 배경에 관계없이 누구든지 문화재지킴이 활동에 참여할 수 있다. 문화지킴이 활동의 진흥을 위한 정책은 문화재 보호의 민간 참여, 민‧관 협력의 기본 정신을 바탕으로 추진되고 있다.

### 문화재지킴이 활동윤리
문화재지킴이는 다음과 같은 원칙의 문화재지킴이 활동윤리에 참여한다.
올바른 문화재 보호 참여를 위한 활동윤리
- 문화재와 관련한 역사,인물, 문화재 가치 등을 충분히 이해한다.
- 문화재 유형과 관리상태 등을 확인하고 올바른 활동 방법을 익힌다.
- 문화재 소유자, 관리자와 활동 전 충분히 협의한다.
- 종교, 지역, 문화적 차이 등 문화 다양성을 존중하고 금기사항을 준수한다.
- 문화재가 훼손되지 않도록 주의하며 지킴이 활동 참여자의 안전사고에 주의한다.
- 지킴이 활동으로 관람객에 피해를 주거나 관람질서를 저해하는 행위를 자제한다.
- 문화재 훼손, 도난, 피해 우려 발견시 문화재청이나 지자체 등에 즉시 알린다.

### 문화재지킴이 활동 대상
| 국가지정문화재   | - 국가에서 역사적, 예술적, 학술적, 경관적 가치등을 검토해 문화재로 지정한 대상. - 국보, 보물, 사적, 명승, 천연기념물, 중요민속문화재, 국가무형문화재, 국가등록문화재 등. |
| 시도지정문화재   | - 광역 시, 도에서 사적, 예술적, 학술적, 경관적 가치등을 검토해 문화재로 지정한 대상. - 시도유형문화재, 시도무형문화재, 시도기념물, 시도민속문화재, 문화재자료 |
| 지역 기반 문화재 | - 비지정 문화재 : 국가나 광역시/도가 지정하지 않지만 기초지자체의 조례 등에 따라 보호되는 향토문화유산 - 미래유산 : 특정 공동체의 역사와 문화를 미래세대에게 전하기 위해 가치가 있는 자산을 대표하는 인공물, 자연물, 무형의 대상. (예, 서울미래유산, 전주미래유산, 인천미래유산, 부산미래유산, 김포미래유산 등) - 시민유산 : 문화재로 지정되지 않았지만 시민들의 자발적 참여에 의해 보호 대상으로 선정하고 보호 활동을 전개하는 대상. (예, 내셔널트러스트문화유산기금 ‘시민문화유산’, 문화유산국민신탁 ‘국민신탁보전재산’ 등) |
| 국외 기반 문화재 | - 국외 소재 문화재, 외국 문화재 : 별도의 지정, 등록절차는 없지만 문화재보호법상 문화재로 구분되는 대상 - 세계유산 : 국제협약과 유네스코 프로그램에 따라 문화재적 가치를 인정받아 등재된 대상. (예, 세계문화유산, 인류무형문화유산, 세계기록유산, 세계자연유산 등) |

### 문화재지킴이 활동 주체
| 개인 지킴이                              | 가족 지킴이                                     | 기업 / 단체 지킴이                                                              |
| 개인으로 문화재 보호활동에 참여하는 유형 | 2인 이상 가족이 문화재 보호활동에 참여하는 유형 | 각 급 학교, 기업, 법인체, 공공기관, 기타 단체가 문화재 보호활동에 참여하는 유형 |

### 문화재지킴이 활동 내용

#### 문화재와 문화재 주변 정화활동
정화활동이란 대규모 방재시설 설치가 어렵거나 관리 인력이 상주하기 어려운 환경에 있는 문화재의 주변을 쓸고, 닦고, 가꾸는 ‘문화재 청소’를 말한다. 문화재지킴이 활동 중에서 가장 대표적인 활동이다.

#### 문화재와 문화재 주변 안전 관리 및 방재활동
문화재는 언제나 훼손 위기에 노출되어 있다. 특히 목조문화재는 화재에 약해서, 방화나 산불 등에 의해 불에 탈 위험을 사전에 방지해야 한다. 문화재와 문화재 주변을 순찰하는 행동은 이처럼 화재 등 문화재 훼손의 원인을 파악하기 위한 활동이다.
문화재지킴이들이 소화시설이나 도난경보시설 등 재난방지시설을 점검함으로써, 인위적 요인에 의한 문화재 훼손을 최소화 할 수 있다. 이를 위해서는 문화재 관리환경 점검표를 작성하여 문화재청, 관할 지자체, 문화재 돌봄단체, 문화재 소유주 등에 전달한다.

#### 문화재 온/오프라인 안내와 홍보 활동
문화재 안내와 홍보활동은 문화재에 관한 다양한 역사적 지식과 정보, 문화재의 가치를 알리는 일을 기본으로 한다. 문화재지킴이들이 주변 지인과 가족, 학교, 지역사회 등에 활동 대상 문화재의 가치와 의미를 널리 전달할 수 있다. 이를 통해, 문화재를 가꾸고 보호하고자 하는 정신을 공유하여, 문화재지킴이 정신을 활성화한다.

#### 문화재 모니터링
문화재 모니터링은 문화재의 올바른 보존, 관리, 활용을 위해 잠재적인 위험요소나 장애요인 등을 살펴보는 활동이다. 관리환경 및 관람문화 등 다양한 분야에서 모니터링을 하여 문화재 보존에 위협이 될 수 있는 다양한 요소를 사전예방 차원에서 제거할 수 있도록 모니터링 결과를 문화재청, 관할 지자체, 문화재 돌봄단체, 문화재소유주 등에 전달한다.
1. 문화재 관람환경 모니터링  문화재 관람환경 모니터링은 문화재에 대한 지리적 접근성, 안내이정표 유무, 주차시설, 화장실, 휴게시설, 교통약자들을 위한 편의시설, 안내판의 위치나 훼손 상태, 안내판 해설 난이도 등을 확인하는 활동이다. 또한, 문화재를 알리는 브로셔나 리플릿, 외국어 홍보물, 홈페이지 등과 같은 온라인 홍보매체를 체크하는 작업도 관람환경 모니터링에 포함되는 활동이다.
2. 문화재 보존관리환경 모니터링  문화재 관리환경 모니터링이란 문화재의 보존과 효율적인 관리체계 개선을 위해 소화기, 비상연락처, 화재위험, 배수로, 통제구역 및 공개구역 등의 상태를 확인하는 활동이다.